# Trångsundet
Trångsundet är en sjö i Nordmalings kommun i Ångermanland och ingår i Lögdeälven-Husåns kustområde. Sjön har en area på 0,0486 kvadratkilometer och ligger 0,3 meter över havet. Trångsundet ligger i Kronören Natura 2000-område.

## Delavrinningsområde
Trångsundet ingår i det delavrinningsområde (704150-168200) som SMHI kallar för Rinner mot Degerfjärden. Medelhöjden är 3 meter över havet och ytan är 2,78 kvadratkilometer. Det finns inga avrinningsområden uppströms utan avrinningsområdet är högsta punkten. Avrinningsområdets utflöde mynnar i havet, utan att ha någon enskild mynningsplats. Avrinningsområdet består mestadels av skog (96 procent). Avrinningsområdet har 0,09 kvadratkilometer vattenytor vilket ger det en sjöprocent på 3,2 procent.